# Бистрица-Нэсэуд
Жуде́ц Би́стрица-Нэсэу́д (рум. Judeţul Bistriţa-Năsăud) — румынский жудец в регионе Трансильвания.

## Население
Национальный состав:
- Румыны — 90,3 %
- Венгры — 5,9 %
- Цыгане — 3,6 %
- Немцы — 0,2 %

Динамика численности населения:
- 1948—233 650 чел.
- 1956—255 789 чел.
- 1966—269 954 чел.
- 1977—286 628 чел.
- 1992—326 820 чел.
- 2002—311 657 чел.

## Административное деление
В жудеце находятся 1 муниципий, 3 города и 56 коммун.

### Муниципии
- Бистрица (Bistriţa)

### Города
- Беклян (Beclean)
- Нэсэуд (Năsăud)
- Сынджеорз-Бэй (Sângeorz-Băi)